# Cold Souls
Cold Souls (br: Almas à venda) é um filme produzido nos Estados Unidos em 2009, escrito e dirigido por Sophie Barthes.
Paul Giamatti interpreta uma versão fictícia de si mesmo, um ator sobrecarregado e ansioso que decide se alistar em um serviço de uma empresa de congelamento de sua alma. Complicações acontecem quando a sua alma se perde em um esquema de tráfico de alma, que levou sua alma para São Petersburgo. O filme segue então Giamatti tentando desesperadamente recuperar sua alma.

## Sinopse
Sofrendo durante uma crise existencial, o ator Paul Giamatti encontra uma solução através de um artigo de uma revista sobre uma companhia que promete aliviar o sofrimento das pessoas extraindo, congelando e guardando suas almas. Irreconhecível pela própria esposa depois da operação, decide retomar o espírito removido. Seria tudo muito simples, não fosse o fato da sua alma ter sido roubada por traficantes russos.

## Elenco
| Ator/Atriz       | Personagem       |
| ---------------- | ---------------- |
| Paul Giamatti    | Paul Giamatti    |
| Armand Schultz   | Astrov           |
| Michael Tucker.  | Theatre Director |
| Dina Korzun      | Nina             |
| Ted Koch         | INS Officer      |
| Oksana Lada      | Sasha            |
| David Strathairn | Dr. Flintstein   |
| Emily Watson     | Claire           |